# 서석영
서석영(徐碩英, 1972년 4월 30일 ~ )은 KBO 리그 전 OB 베어스의 내야수이다.

## 출신학교
- 경남고등학교
- 인하대학교